# Escuadrón 1855
El Escuadrón 1855 era una unidad dedicada a la experimentación con humanos que pertenecía al Departamento de Prevención Epidémica y Purificación de Agua del Ejército Japonés del Área Norte de China perteneciente así mismo al Ejército Imperial Japonés, estacionado en Beijing entre 1938 y 1945.
El Escuadrón 1855 fue creado por el Ejército Japonés del Área Norte de China en 1938. La unidad estaba ubicada en una instalación no muy lejos del Templo del Cielo en Beijing, y tenía un personal de aproximadamente 2.000 hombres. La unidad fue comandada por el cirujano y Coronel Nishimura Yeni, quien reportaba directamente a Shirō Ishii, del Escuadrón 731.
Según el testimonio del coreano Choi Hyung Shi, que trabajó como intérprete en el Escuadrón 1855 entre 1942 y 1943, la Unidad realizó experimentos con las enfermedades de la peste, cólera y tifus en inmigrantes chinos y coreanos en China: "Cuando llegué allí por primera vez, ya había un centenar de prisioneros en las celdas. Siempre que los médicos japoneses se comunicaban con las personas que estaban siendo examinadas, siempre lo hacían a través de un intérprete. Los sujetos de prueba estaban infectados con peste, cólera y tifus. Los que aún no estaban infectados estaban en unas habitaciones diferentes .Había grandes espejos en las habitaciones para que los sujetos sometidos a las pruebas se pudieran observar mejor. Hablé con los presos usando un micrófono y mirando a través del panel de vidrio, y traduje las preguntas de los médicos: "¿Tiene diarrea? ¿Le duele la cabeza? ¿Tiene frío?" Los médicos apuntaron cuidadosamente todas las respuestas. Con la prueba del tifus, diez personas fueron obligadas a beber una mezcla de los gérmenes y a cinco de ellos se les administró la vacuna. Los dos grupos fueron separados. La vacuna resultó eficaz con los cinco a los que se les administró. Los otros cinco sufrieron horriblemente. En las pruebas de la peste, los prisioneros sufrieron escalofríos y fiebre, y gemían de dolor hasta que murieron. Por lo que vi, una persona moría todos los días."
Se ha estimado que el Escuadrón 1855 mató a unas 1.000 personas entre 1938 y 1945.
La unidad evacuó las instalaciones en Beijing durante la derrota japonesa en 1945, y los chinos se apropiaron del edificio, que no fue destruido y todavía estaba en pie en 1996.

## Sucursales
El Escuadrón 1855 tenía una sucursal en Jinan, que era una combinación de prisión y centro de experimentación.